# Amtsgericht Bleicherode
Das Amtsgericht Bleicherode war ein Gericht der ordentlichen Gerichtsbarkeit in Bleicherode.

## Geschichte
Von 1849 bis 1879 bestand in Bleicherode die Gerichtskommission Bleicherode des Kreisgerichtes Nordhausen. Im Rahmen der Reichsjustizgesetze wurden reichsweit einheitlich Oberlandes-, Land- und Amtsgerichte gebildet. Das königlich preußische Amtsgericht Bleicherode wurde mit Wirkung zum 1. Oktober 1879 als eines von 14 Amtsgerichten im Bezirk des Landgerichtes Nordhausen im Bezirk des Oberlandesgerichtes Naumburg gebildet. Der Sitz des Gerichtes war die Stadt Bleicherode. Sein Gerichtsbezirk umfasste aus dem Landkreis Nordhausen den Stadtbezirk Bleicherode, die Amtsbezirke Lipprechterode, Lohra, Ober- und Nieder-Gebra, Sollstedt und Trebra, aus dem Amtsbezirk Berndten der Gemeindebezirk Klein-Berndten, aus dem Amtsbezirk Haferungen der Gemeindebezirk Etzelsrode und aus dem Amtsbezirk Ober- und Mitteldorf die Gemeindebezirke Kehmstedt, Mitteldorf und Oberdorf. Am Gericht bestanden 1880 zwei Richterstellen. Das Amtsgericht war damit ein mittelgroßes Amtsgericht im Landgerichtsbezirk. In Folge der Weltwirtschaftskrise wurden 60 Amtsgerichte auf Grund von Sparverordnungen aufgehoben. Mit der Verordnung über die Aufhebung von Amtsgerichten vom 30. Juli 1932 wurde das Amtsgericht Großbodungen zum 30. September 1932 aufgehoben und sein Sprengel zwischen dem Amtsgericht Bleicherode (Bockelnhagen, Epschenrode, Großbodungen, Hauröden, Kraja, Neustadt, Silkerode, Wallrode und Zwingen) und dem Amtsgericht Worbis (Bischofferode, Haynrode, Jützenbach und Weißenborn-Lüderode) aufgeteilt.
Nach dem Zweiten Weltkrieg wurden in der SBZ Länder gebildet. Infolge der Eingliederung des ehemaligen preußischen Regierungsbezirkes Erfurt nach Thüringen war eine Neuordnung der Thüringer Gerichtsbezirkseinteilung notwendig geworden, welche dann auch mittels der Ausführungsverordnung über die Sitze und Bezirke der Amtsgerichte im Lande Thüringen vom 16. September 1949 (Reg.Bl. I S. 55) geschah. Damit kam das Amtsgericht Bleicherode zum Landgericht Mühlhausen. In der DDR wurden 1952 die Amtsgerichte aufgehoben und einheitlich Kreisgerichte gebildet. Bleicherode kam zum  Kreis Nordhausen, entsprechend wurde das Amtsgericht Bleicherode aufgehoben, ohne dass ein Kreisgericht in Bleicherode gebildet wurde.